# Уврие, Жан
Жан Уврие (фр. Jean Ouvrier; 1725, Париж — 1784) — французский рисовальщик и гравёр, мастер офорта, книжной иллюстрации и репродукционной гравюры эпохи неоклассицизма.

## Жизнь и творчество
О жизни художника известно крайне мало. Он был учеником Жака-Филиппа Леба в Париже и учителем Бенуа-Луи Прево. Гравировал по рисункам Ш.-Н. Кошена Младшего, живописным оригиналам Франсуа Буше («Купание нимф»), выполнял заставки, виньетки и иллюстрации для издания Боккаччо (по рисункам Кошена и Ю.-Ф. Гравело), иллюстрации к изданию басен Лафонтена (по оригиналам Жана-Батиста Удри, 1755—1759), виньетки для «Произведений мадам Дешулье» и многое другое.
Жан Уврие гравировал «Виды Альп» и «Виды Апеннин» по рисункам и картинам Клода Жозефа Верне, виды Авиньона и Неаполя по Шенау. Он автор гравюры «Перспективный вид украшения, воздвигнутого на террасе Версальского дворца для освещения и фейерверка, запущенного по случаю рождения монсеньора, герцога Бургундского», по оригиналу Кошена. Работал в смешанной технике офорта и резца.

## Галерея
- Иллюстрация к «Декамерону» Боккаччо (новелла пятая). По рисунку Ю.-Ф. Гравело
- Две сплетницы. По оригиналу Франсуа Буше
- Купание нимф. По оригиналу Франсуа Буше
- «Петух и Лисица». Иллюстрация к изданию басен Лафонтена. 1755—1759. По рисунку Жана-Батиста Удри (басня 15 книги II)
- Сатир в гостях у крестьянина. Иллюстрация к басне Лафонтена. «Сатир и прохожий» (басня 7 книги V). 1755—1759. По рисунку Жана-Батиста Удри
- Иллюстрация к басне Лафонтена «Животное на луне» (басня 17 книги VII). 1755—1759. По рисунку Жана-Батиста Удри
- Происхождение изобразительного искусства. По оригиналу Цейссиг, Иоганн Элеазар И. Э. Цейссига (Шенау)